# Jean-Claude Killy
Jean-Claude Killy (Saint-Cloud, França, 1943) és un esquiador alpí francès que va destacar a la dècada del 1960, i especialment en els Jocs Olímpics d'Hivern de 1968 realitzats a Grenoble, on aconseguí guanyar tres medalles d'or. També va guanyar els dos primers títols de la Copa del Món, el 1967 i 1968.

## Biografia
Killy va néixer a Saint-Cloud, un suburbi de París, durant l'ocupació alemanya de la Segona Guerra Mundial.
El 1945, a conseqüència de l'ocupació nazi de la ciutat de la capital francesa, la seva família es va traslladar a Val d'Isère, on el seu pare fou pilot d'avió de la França Lliure i posteriorment obrí una botiga d'esquí. El 1950, la seva mare Madeline va abandonar la família per un altre home, deixant Robert per criar Jean-Claude, amb 7 anys, la seva germana gran (França), i el seu germà petit (Mic). Jean-Claude va ser enviat a un internat a Chambéry.
El 1973 es casà amb l'actriu Danièle Gaubert, amb la qual tingué una filla, Emilie. Així mateix adoptà els dos fills que aquesta havia tingut del seu primer marit, Rhadamés Trujillo, fill del dictador Rafael Leónidas Trujillo.

## Carrera esportiva

### Inicis de la carrera
Killy va centrar la seva atenció en l'esquí en lloc de l'escola. El seu pare li va permetre abandonar als 15 anys, i va fer la selecció nacional francesa júnior un any més tard. Com a jove corredor, Killy era ràpid, però no solia completar les seves carreres, i a principis de la dècada de 1960 no va tenir èxit per a ell.
El desembre de 1961, amb 18 anys, Killy va guanyar la seva primera cursa internacional, un eslàlom gegant. L'esdeveniment va tenir lloc al seu poble natal de Val-d'Isère. Killy havia començat el 39è, una posició que hauria d'haver estat un desavantatge greu.
Seleccionat per participar en els Campionats del Món d'esquí alpí de 1962 en la prova d'eslàlom gegant, Killy que no sabia que ho havia estat intentà la classificació en la prova de descens a Cortina d'Ampezzo. En la baixada, però, es trencà una cama i no pogué ser seleccionat. En els Jocs Olímpics d'Hivern de 1964 realitzats a Innsbruck (Àustria) participà en les tres proves olímpiques, finalitzant com a resultat més destacat en cinquena posició en la prova d'eslàlom gegant.
Dos anys més tard, als 20 anys, Killy va participar en les tres proves masculines dels Jocs Olímpics de 1964, perquè el seu entrenador volia preparar-lo per a 1968. Per desgràcia, Killy estava plagat de problemes de disenteria i hepatitis amèbiques, malalties que havia contret el 1962 durant un estiu de servei obligatori amb l'exèrcit francès a Algèria. La seva forma estava definitivament fora, i va caure uns quants metres després de l'inici del descens, va perdre un lligam en l'eslàlom, i va acabar cinquè en l'eslàlom gegant, en el qual havia estat el favorit. No obstant això, unes setmanes més tard, va dominar una cursa d'eslàlom gegant a Garmisch-Partenkirchen, a Baviera, comptant per als prestigiosos esdeveniments Arlberg-Kandahar, el més antic "clàssic" en l'esport. Un any més tard, també va triomfar en una altra gran competició, l'eslàlom de les curses de Hahnenkamm a Kitzbühel que va aferrar-se tres vegades seguides fins al 1967.
El 1966 arribà la seva explosió com a esquiador, aconseguint en el Campionat del Món d'esquí alpí realitzat a Portillo (Xile) la victòria en la prova de descens i de combinada alpina. En la Copa del Món d'esquí alpí aconseguí la victòria general en les edicions de 1967 i 1968. En els Jocs Olímpics d'Hivern de 1968 realitzats a Grenoble (França) aconseguí guanyar la Triple Corona de l'esquí alpí gràcies a les seva victòria en les tres proves disputades: descens, eslàlom gegant i eslàlom; igualant, així, la victòria aconseguida per l'austríac Toni Sailer en els Jocs Olímpics d'Hivern de 1956 realitzats a Cortina d'Ampezzo (Itàlia). Els resultats d'aquests Jocs són vàlids pel Campionat del Món d'esquí alpí, al qual se li afegí la victòria en la combinada alpina. En finalitzar la temporada alpina de 1968 Killy es retirà de la competició i s'instal·là a Ginebra (Suïssa).
Tot i que la primera meitat de la dècada va ser una relativa decepció, Killy va començar a millorar els seus resultats després per convertir-se en un dels millors corredors d'esquí tècnic. L'agost de 1966, el francès, anomenat "Toutoune" per alguns dels seus col·legues i amics, va marcar la seva primera victòria en una cursa de descens contra un camp internacional en el Campionat del Món de 1966 a Portillo, Xile, i també va guanyar l'or en la combinació. Killy va arribar al seu punt màxim quan la primera temporada de la Copa del Món es va llançar al gener de 1967, amb els Jocs Olímpics d'hivern de 1968 a França només un any després.
Victòries a la Copa del Món d'esquí alpí
| Temporada | disciplina     |
| --------- | -------------- |
| 1967      | General        |
| 1967      | Descens        |
| 1967      | Eslàlom gegant |
| 1967      | Eslàlom        |
| 1968      | General        |
| 1968      | Eslàlom gegant |

## Carrera postesportiva
L'èxit de Killy a Grenoble no podria haver arribat en un moment més oportú per a ell: els Jocs Olímpics d'hivern de 1968 van ser els primers a ser televisats extensament, en color, per l'American Broadcasting Company. El seu èxit, combinat amb el seu estil gal i les seves mirades, el van convertir en una celebritat nocturna als Estats Units, especialment entre les dones joves. El maig de 1968, Killy va signar amb International Management Group, l'empresa de gestió d'esports encapçalada per Mark McCormack. Després de competir en Dynamic VR17 i Rossignol durant la part de la seva carrera quan era dominant, Killy va signar un acord amb Head Ski a la tardor de 1968 per recolzar un esquí de metall i fibra de vidre anomenat en honor seu, el Killy 800. Head, que va ser adquirida per AMF l'any següent, va fabricar una línia d'esquís Killy durant almenys dos anys.
En els anuncis de televisió, Killy va promocionar la targeta American Express. També es va convertir en portaveu de Schwinn bicicletes, United Airlines i Chevrolet automòbils; l'últim, un paper detallat pel periodista Hunter S. Thompson en el seu article de 1970 "The Temptations of Jean-Claude Killy" per Scanlan's Monthly.
Killy va protagonitzar com a instructor d'esquí la pel·lícula Snow Job de 1972, estrenada al Regne Unit com The Ski Raiders, i a la televisió estatunidenca com The Great Ski Caper. Els nens americans de la dècada de 1970 coneixien Killy d'un anunci de televisió on es presenta, el seu accent gruixut que el converteix en "Chocolate Kitty". Killy es va interpretar a si mateix en la pel·lícula de 1983 Copper Mountain: A Club Med Experience, protagonitzada per Jim Carrey i Alan Thicke, ambientada a Copper Mountain, Colorado. Killy també protagonitza la notable pel·lícula de televisió Peggy Fleming at Sun Valley (1971), en la qual realitza alguns trucs d'esquí notables al costat del tres vegades Campió del món de patinatge sobre gel Peggy Fleming.
Jean-Claude Killy també va tenir una curta carrera com a pilot de curses de carreres entre 1967 i 1970, participant en diverses curses de cotxes, incloent-hi a Monza. Killy va entrar a les 24 Hores de Le Mans el 1969, juntament amb Bob Wollek, un altre exesquiador que es va convertir en pilot de curses. El cotxe de Killy i Wollek va liderar la seva classe durant un temps abans de retirar-se de la cursa amb només quatre hores per marxar. En equip amb el seu compatriota Bernard Cahier, Killy fou 7è en la general del Targa Florio de 1967 en un Porsche 911 S i primer en la classificació GT.
El novembre de 1972, Killy va sortir de la retirada de les curses d'esquí als 29 anys per competir en el circuit professional dels Estats Units durant dues temporades. Després d'un desafiament en dues ocasions de la campiona defensora Spider Sabich, Killy va guanyar el títol de la temporada de 1973, guanyant 28.625 dòlars en victòries de carreres i 40.000 dòlars extra pel campionat.
Es va perdre la temporada següent, darrere d'Hugo Nindl, a causa d'una malaltia recurrent de l'estómac, i va tornar a la tardor de 1974. Les lesions el van deixar i va acabar bé de la classificació de 1975, guanyada per Hank Kashiwa.
A més de provar la seva habilitat com a corredor de cotxes, Killy va fer dues sèries de televisió. Una, The Killy Style, va ser una sèrie de tretze setmanes que va mostrar diversos complexos d'esquí, i l'altra, The Killy Challenge, el va presentar competint contra celebritats, a les quals se'ls va donar desavantatges. També va ser patrocinat per una companyia de xampany, Moët & Chandon, que li va pagar per ser vist amb una ampolla de xampany a la seva taula a tot arreu on va anar.
El 1974 Killy, com a part d'aquest acord de patrocini, va cobrar per esquiar el pendent oriental no esquiat del Mont Ngauruhoe (Mt Doom de Peter Jackson) a Nova Zelanda. El pendent mitjà en aquest costat del volcà actiu és de 35 graus. Un radar va registrar la seva velocitat a més de 160 km/h, i es va fer dues preses, ja que la coberta de núvols va fer malbé la primera.
El 1975, Killy va ser contractat per dirigir les noves operacions d'esquí a la Shawnee Mountain Ski Area, un complex turístic als contraforts de les muntanyes Pocono al nord-est de Pennsilvània. El 1983, Bob Gillen va escriure a la revista Ski sobre la creixent reputació de la muntanya Shawnee com a zona d'esquí. Va declarar que «alguns dels interessos inicials es van estimular contractant Jean-Claude Killy per representar les instal·lacions, i durant diverses temporades va passar diversos dies allà. La primera vegada que la meva dona va esquiar amb mi, vaig veure a Killy cridant a Shawnee - era ràpid i suau i s'aturava amb freqüència per comprovar l'hora en el seu Rolex».
De 1977 a 1994, va ser membre del consell executiu del Comitè d'Esquí Alpí de la FIS. Killy va ser copresident dels Jocs Olímpics d'hivern de 1992, celebrats a Albertville, França, i president de la Société du Tour de França, que es va disputar entre 1992 i 2001. De 1995 a 2014, va ser membre del Comitè Olímpic Internacional i va presidir el Comitè de coordinació per Torí 2006 i Sotxi 2014. Des de llavors ha estat diputat honorari.
Killy va competir en la Marató de Nova York de 1983, acabant amb 3:58:33.
L'àrea d'esquí de Val-d'Isère i Tignes als Alps francesos va rebre el nom de l'Espace Killy, en honor seu.
L'any 2000 fou guardonat amb la Legió d'Honor per part del President de la República francesa.
Intrawest atribueix Killy el disseny d'una pista d'esquí, "Cupp Run", al seu complex de Snowshoe a Virgínia Occidental.

## Vida personal
De 1973 a 1987, es va casar amb l'actriu francesa Danielle Gaubert, fins a la seva mort de càncer. Junts van tenir una filla, Émilie; també va adoptar els dos fills del seu primer matrimoni amb Rhadamés Trujillo, el fill de Rafael Trujillo, el dictador assassinat de la República Dominicana. Gaubert i Trujillo es van divorciar el 1968 i més tard aquell mateix any va conèixer Killy. És conegut per ser amic del president rus, Vladímir Putin. En una entrevista pel documental de 1972 Elvis on Tour, Elvis Presley va nomenar Jean-Claude com el seu esquiador favorit.

## Guardons
Orde Olímpic d'or
Gran Oficial de la Legió d'Honor